# まるだせ金太狼
『まるだせ金太狼』（まるだせきんたろう）は、紅蓮ナオミによる日本の漫画。本記事では前作である『まさかの金太狼』についても記述する。

## 概要
2008年から2010年にかけて、芳文社の『CitaCita』において『まさかの金太狼』が掲載。紅蓮ナオミによれば、以前から執筆したかった少年漫画寄りのBL作品とのことで、「金太郎の衣装って大人が着たらとんでもない事になるな」という考えのもと現代風大人金太郎というキャラクター像が生まれたという。また、当初は真琴と金太狼は同じ教師であり、荒んだ学校に校長として金太狼が着任し立て直すシナリオも構想されていたが、真琴は可愛らしい受け、金太狼は用務員として悪い先生を成敗するシナリオへと変更された。紅蓮ナオミによれば、勧善懲悪モノでありつつも「ホントに悪い人はいない」というテーマで描かれているという。
2017年からは出版社がジュネットへと移り、同年5月からは続編『まるだせ金太狼』の電子配信が開始。2018年には単行本が発売されている。

## あらすじ
小野寺学園。そこでは、理事長を務める一人の生徒・小野寺真琴がいた。先代校長の「淫戯を尽くした上で真琴を落とし、嫁とした者を次期校長に任命する」という遺言により、その貞操を狙われる真琴だが、ボディーガードで恋人・真坂金太狼の活躍によって、穏やかな毎日を過ごす。しかしある日、くせ者揃いの川加羅分校から刺客が送り込まれる。彼らが仕掛ける真琴に対する辱めや金太郎に対する誘惑など、数々の罠に2人は恥っ殺技で立ち向かう。

## 登場人物
真坂 金太狼（まさか きんたろう）
声 - 森川智之
本作の主人公。真琴を恋人としており、彼のボディーガードでもある。普段は用務員として働いているが、真琴に危害を加える者には制裁を下す。本業は大学生だが休学して山で修行をしている。
必殺技として「恥っ殺ポロリ落とし」を持つ。相棒の鉞の名前はマサオ。
小野寺 真琴（おのでら まこと）
声 - 斉藤壮馬
小野寺学園の理事長を務めている生徒の一人。金太郎を愛しており、彼を「金ちゃん」と呼ぶ。
先代校長の遺言から貞操を狙われた。可愛い容姿の少年だが、精神力は強い。
木地谷（きじたに）
声 - 福原かつみ
猿渡（さるわたり）
声 - 葉山翔太
犬飼（いぬかい）
声 - 羽多野渉
楢葉 桃太狼（ならは ももたろう）
声 - 寺島拓篤

## 書誌情報
- 紅蓮ナオミ『まさかの金太狼』芳文社、2010年5月15日初版発行、ISBN 978-4-8322-8681-8
- 紅蓮ナオミ『まるだせ金太狼』ジュネット〈JUNEコミックス〉、2018年4月28日発売[6]、ISBN 978-4-909-46010-3

## 劇場アニメ
2020年12月11日に全国で開始される「BL FES!!-Boys Love Festival!!-」の1作品として2週間限定で公開。PG-12指定作品。同時公開は『イエスかノーか半分か』。

### スタッフ
- 監督 - 荒木英樹[9]
- 脚本 - 翌有蔵[9]
- キャラクターデザイン - そらもとかん[9]
- 色彩設計 - 近藤直登[9]
- 撮影監督 - 堀川和人[9]
- アニメーション制作 - アニメーションスタジオ・セブン[9]

### 主題歌
「愛は無敵」
森川智之による主題歌。作詞は紅蓮ナオミ、作曲・編曲は炭竃智弘。